# Catocala albissima
Catocala albissima là một loài bướm đêm trong họ Erebidae.